# Atães (Vila Verde)
Atães is een plaats (freguesia) in de Portugese gemeente Vila Verde en telt 616 inwoners (2001).